# Les Sables Vendée Cyclisme
 (février 2024).
Si vous disposez d'ouvrages ou d'articles de référence ou si vous connaissez des sites web de qualité traitant du thème abordé ici, merci de compléter l'article en donnant les références utiles à sa vérifiabilité et en les liant à la section « Notes et références ».
Les Sables Vendée Cyclisme (LSVC) est une équipe cycliste française, basée aux Sables-d'Olonne en Vendée, elle évolue en Division Nationale 2 de la Fédération française de cyclisme en cyclisme sur route. 
L'équipe est fondée en 2018 par la fusion de deux clubs : Le Pays des Olonnes Cyclisme Côte de Lumière (POCCL) et L'Entente Cycliste du Château-d'Olonne (ECCO). 
Les sponsors principaux sont le Conseil départemental de la Vendée, E.Leclerc Les Sables-d'Olonne, Optical Center, La Fournée Dorée, Les Cycles des Olonnes.

## Histoire du club
À l'aube de la fusion des communes Les Sables-d'Olonne, Le Château-d'Olonne et Olonne-sur-Mer en 2019, les deux clubs phares de cette future nouvelle commune des Sables-d'Olonne, Le Pays des Olonnes Cyclisme Côte de Lumière (POCCL) et L'Entente cycliste du Château-d'Olonne (ECCO) décident en 2018 de se regrouper et former un nouveau club : Les Sables Vendée Cyclisme (LSVC).
L'Entente Cycliste du Château-d'Olonne (ECCO), était forte d'une centaine de 90 licenciés dont le principal atout était son école de vélo structurée avec une trentaine de jeunes. « 50 % de l'effectif de moins de 18 ans ». Club multi-activités (route, cyclo-cross, piste, VTT) a la double affiliation, FFC (Fédération française de cyclisme) et UFOLEP (Union française des œuvres laïques d'éducation physique).
Le Pays des Olonnes Cyclisme Côte de Lumière (POCCL), était principalement orienté cyclisme de haut-niveau avec une équipe engagée en Division Nationale 2 de la Fédération française de cyclisme depuis 2016 et a gagné la Coupe de France de National 3 en 2015. 
Depuis 2017 le club évolue en Division Nationale 2 de la Fédération française de cyclisme en cyclisme sur route. Le LSVC a lui aussi la double affiliation, FFC (Fédération française de cyclisme) et UFOLEP (Union française des œuvres laïques d'éducation physique). 
En 2021, le club se classe 5ème de la Coupe de France Division Nationale 2 de la Fédération française de cyclisme en cyclisme sur route. Sa meilleure performance à ce niveau de la compétition.    

## Le club
Le club, en plus de sa section haut-niveau, a la vocation à former les jeunes cyclistes, filles et garçons, de l'école de cyclisme jusqu'à la catégorie Junior. 
Ses effectifs Seniors sont engagés dans les toutes les catégories : Pass' Cyclisme, 3e, 2e et 1re catégories. 
Il organise chaque année plusieurs courses : 
- La course 3J; Pass'Cyclisme; Minime; Cadet de Sainte-Foy en Vendée,
- Le cyclo-cross des Sables-d'Olonne en Vendée dans toutes les catégories,
- La course 2-3-J Pass'Open; Minime; Cadet des Sables-d'Olonne en Vendée,
- Le contre-la-montre des Achards en Vendée en Minime; Cadet, Junior, 3e, 2e et 1re catégories, Hommes et Femmes, support du championnat de Vendée et des Pays de la Loire de la discipline.

L'équipe Elite accueille les meilleurs juniors du club lors de leur montée en catégorie Senior qui régulièrement ont été ou sont pensionnaires du CREF de La Roche-sur-Yon.
C'est un amalgame de jeunes coureurs issus des catégories cadets et juniors du club ou des clubs limitrophes de Vendée, Loire-Atlantique, Charente-Maritime et de coureurs plus expérimentés venant des meilleurs clubs de Division Nationale 1 et Professionnels cherchant un nouveau challenge sportif. 
Ces dernières saisons le club a la particularité de compter dans ses rangs plusieurs jeunes coureurs Canadiens venus tenter l'aventure Française et espérer gravir les échelons du cyclisme de haut-niveau.
Véritable tremplin, le club permet chaque année à plusieurs coureurs de signer dans des clubs de catégories supérieures après avoir brillé sous les couleurs roses et noires du LSVC.
L'équipe participe à toutes les manches de Coupe de France DN2 et à quelques-unes des plus grands courses à étapes amateurs : le Circuit des Plages Vendéennes; le Tour des Deux-Sèvres; le Tour de Guyane.
Il organise chaque année l'épreuve cycliste de Contre-la-Montre des Achards (reprenant l'organisation historique du POCCL).
Raphaël Parisella au sein de l'effectif du club en 2021, après un passage comme stagiaire chez Rally Cycling à l'été 2021 s'engage chez B&B Hotels p/b KTM pour deux saisons à partir de 2022,,.
Le 13 Août 2022, Johan Chardon, licencié au LSVC devient champion de France Cadet de course en ligne sur le circuit de Saint-Martin-De-Landelle (Manche) .

## Le chrono des Achards
Depuis 2012 le POCCL puis le LSVC organise le contre-la-montre des Achards en Vendée.
Organisation très large, ouverte aux catégories Minimes, Cadets, Juniors, Séniors (3e, 2e, 1re catégories), chez les femmes et les hommes.
Depuis 2021 l'épreuve décerne les titres départementaux et régionaux de la catégorie.
De nombreux coureurs passés par les rangs professionnels ont participé voire gagné cette épreuve (Bryan Nauleau, Samuel Plouhinec, Pierre-Henri Lecuisinier, Lilian Calmejane, Romain Guillemois, Julien Morice, Thibault Ferasse, Yoann Paillot, Thibault Guernalec, Julian Lino, Romain Bacon).

## Les anciens coureurs
- Freddy Bichot
- Kenny Elissonde
- Clément Orceau
- Enzo Bernard
- Stefan Bennett
- Paul Ourselin
- Ayumu Watanabe
- Valentin Guillaud
- Bryan Nauleau
- Raphaël Parisella

## Les principales victoires

### Courses d'un jour
- Cyclo-cross du Mingant Lanarvily : 2019 (Valentin Guillaud)[11]
- Manche-Océan : 2018 (Jean Claude Uwizeye)
- Circuit des Remparts à Guérande : 2016 (Clément Orceau)
- Route du Sud Estuaire : 2016 (Clément Orceau)
- Arguenon - Valée Verte CdF Junior : 2015 (Enzo Bernard)

### Courses par étapes
- Tour du Pays de Lesneven : 2021[12]
  - 3e étape (Raphaël Parisella)
- Boucles nationales du printemps : 2021
  - Classement général (Raphaël Parisella)
  - 3e étape (contre-la-montre) (Raphaël Parisella[13])
- Boucles nationales du printemps : 2019 [14]
  - 3e étape (Jérémie Michenaud)
- Tour de Guyane : 2019
  - Classement général (Jean Claude Uwizeye)
  - 1re étape (Jean Claude Uwizeye)
- Tour de Guyane : 2018
  - Classement général (Kevin Lebreton)
- Tour des Deux-Sèvres : 2016
  - Etape 4B (Clément Orceau)
- Boucles nationales du printemps : 2016
  - 1re étape (Clément Orceau)
- Tour du Pays de Lesneven : 2016 
  - 1re étape (Clément Orceau)
- Tour de l'Eure Junior : 2015
  - 1re étape (Enzo Bernard)
- Circuit des plages vendéennes : 2014
  - 4e étape (Sylvain Lopez)
- Tour de Loire-Atlantique : 2014
  - Classement général (Sylvain Lopez)
  - 1re étape (Sylvain Lopez)
- Circuit des plages vendéennes : 2013
  - 4e étape (Sylvain Lopez)

### Championnats Nationaux
- 3e Du Championnat de France, Cyclo-cross, Master 9 : 2021 - Jean Landrin
- Champion France, Piste, Elimination, Junior : 2019 - Lilian Ledreux
- Champion France, Piste, Vitesse individuelle, Junior : 2018 - Bryan Monnier[15]
- Champion France, Piste, Vitesse par équipe, Junior : 2018 - Bryan Monnier+Valentin Bramoullé+Adrien Baron
- Champion France, Piste, Vitesse individuelle, Cadet : 2017 - Bryan Monnier[16]
- Champion de France, Piste, Poursuite par équipes, Elite : 2014 - Jean-Marie Gouret

## Les effectifs saison 2022
| Cycliste                        | Date de naissance | Nationalité | Équipe 2021                      |  |
| ------------------------------- | ----------------- | ----------- | -------------------------------- |  |
| Adrien Billet                   | 18 octobre 2002   | France      | VC Challandais                   |  |
| Flavien Boire                   | 12 février 2002   | France      | Les Sables Vendée Cyclisme       |  |
| Gaëtan Bouchery                 | 18 mai 1999       | France      | Les Sables Vendée Cyclisme       |  |
| Simon Bourmaud                  | 25 mars 2001      | France      | Les Sables Vendée Cyclisme       |  |
| Enzo Chaillot                   | 9 septembre 2003  | France      | Pédale Nantaise                  |  |
| Thomas Cordeiro Marques         | 26 juin 2000      | France      | Electro Hiper Europa Elite-Sub23 |  |
| Vadim Deslandes                 | 28 août 1994      | France      | Les Sables Vendée Cyclisme       |  |
| Pierrick Jamin                  | 4 août 1998       | France      | Les Sables Vendée Cyclisme       |  |
| Théo Lauseille                  | 19 juillet 2001   | France      | Team U Cube 17                   |  |
| Erwan Morin                     | 6 décembre 1999   | France      | Les Sables Vendée Cyclisme       |  |
| Bryan Nauleau                   | 17 mars 1988      | France      | Les Sables Vendée Cyclisme       |  |
| Thitouan Pineau                 | 26 octobre 2002   | France      | Les Sables Vendée Cyclisme       |  |
| Félix Robert                    | 21 novembre 2001  | Canada      | Les Sables Vendée Cyclisme       |  |
| Grégory Santiago Zapata-Cordoba | 17 mars 2002      | Canada      | Team Macadam's Cowboys           |  |

## Les effectifs saison 2021
| Cycliste          | Date de naissance | Nationalité | Équipe 2020                |  |
| ----------------- | ----------------- | ----------- | -------------------------- |  |
| Flavien Boire     | 12 février 2002   | France      | Aizenay Vélo Sports        |  |
| Gaëtan Bouchery   | 18 mai 1999       | France      | Les Sables Vendée Cyclisme |  |
| Simon Bourmaud    | 25 mars 2001      | France      | Les Sables Vendée Cyclisme |  |
| Lukas Carreau     | 11 juin 2001      | Canada      | Les Sables Vendée Cyclisme |  |
| Vadim Deslandes   | 28 août 1994      | France      | Team U Cube 17             |  |
| Anthony Haspot    | 2 août 1992       | France      | Les Sables Vendée Cyclisme |  |
| Pierrick Jamin    | 4 août 1998       | France      | UV Poitiers                |  |
| Bryan Monnier     | 31 mai 2001       | France      | Les Sables Vendée Cyclisme |  |
| Erwan Morin       | 6 décembre 1999   | France      | Les Sables Vendée Cyclisme |  |
| Bryan Nauleau     | 17 mars 1988      | France      | Les Sables Vendée Cyclisme |  |
| Raphaël Parisella | 23 octobre 2002   | Canada      | Velo 2000 - Rhino Back     |  |
| Thitouan Pineau   | 26 octobre 2002   | France      | Les Sables Vendée Cyclisme |  |
| Baptiste Renault  | 12 novembre 1995  | France      | Sojasun espoir ACNC        |  |
| Félix Robert      | 21 novembre 2001  | Canada      | Les Sables Vendée Cyclisme |  |
| Jure Rupnik       | 28 octobre 1993   | Slovénie    | Les Sables Vendée Cyclisme |  |
| Simon Triaux      | 12 avril 1990     | France      | Les Sables Vendée Cyclisme |  |